# Omri Ben Harush
Omri Ben Harush (Hebreeuws: עומרי בן הרוש) (Netanja, 7 maart 1990) is een Israëlisch profvoetballer.
Harush begon zijn professionele clubcarrière bij Maccabi Netanja in 2009. Na vier seizoenen maakte hij de overstap naar Maccabi Tel Aviv.
In 2011 maakte hij zijn debuut voor het  Israëlisch voetbalelftal.

## Statistieken
| Seizoen | Club                        | Land   | Competitie         | Wedstrijden | Doelpunten |
| ------- | --------------------------- | ------ | ------------------ | ----------- | ---------- |
| 2009/13 | Maccabi Netanja             | Israël | Ligat Ha'Al        | 104         | 4          |
| 2013/18 | Maccabi Tel Aviv            | Israël | Ligat Ha'Al        | 59          | 3          |
| 2018/   | KSC Lokeren Oost-Vlaanderen | België | Jupiler Pro League |             |            |
|         |                             |        | Totaal             | 163         | 7          |

2 Cohen ·
3 Revivo ·
4 Lemkin ·
5 Nachmias ·
6 Asante ·
7 Zahavi  ·
9 Turgeman ·
11 Yehezkel ·
13 Shlomo ·
14 Van Overeem ·
15 Malede ·
16 Kanichowsky ·
16 Patati ·
18 Stojić ·
19 Madmon ·
20 Addo ·
22 Melika ·
23 Sluga ·
27 Davidadza ·
28 Sissokho ·
33 Layous ·
36 Shahar ·
42 Peretz ·
55 Bitton ·
77 Davida ·
90 Mishpati ·
Coach: Lazetić